# El Mundo
El Mundo (spansk: Verden) er den næststørste avis i Spanien med et oplag på 330.000, og overgås således kun af El País. El Mundo udkom første gang 23. oktober 1989 og blev grundlagt af Alfonso de Salas og Pedro J. Ramírez (der stadig er hhv. udgiver og chefredaktør samt Balbino Fraga og Juan González. Politisk tilhører avisen centrum-højre.
Avisen har sin hovedredaktion i Madrid, men har regionale redaktioner, der redigerer særlige regionale udgaver i Andalusien, Castilien og Leon, De Baleariske Øer, Bilbao m.fl. Chefredaktør Pedro J. Ramirez er i modsætning til andre avisers chefredaktører en prominent person, der bliver identificeret med avisen. El Mundo ejes ligesom sportsavisen Diario og erhvervsavisen Expansión af det italienske udgiverselskab RCS MediaGroup gennem dettes spanske datterselskab, Unidad Editorial S.L.
I lighed med El País er El Mundo et symbol på Spaniens transition fra diktatur til demokrati, og den har flere gange spillet en stor rolle i forhold til landets politiske liv. Op til parlamentsvalget i 1996 afslørede avisen, at der var forbindelser mellem terrorgruppen Grupos Antiterroristas de Liberación og den socialistiske regering under ledelse af Felipe González. Historien medvirkede til at regeringen led et stort nederlag ved valget. I forbindelse med terrorangrebet 11. marts 2004 i Madrid fortalte El Mundo sammen med avisen La Razón, tv-kanalen Telemadrid og radiostationen COPE, at den forklaring, som myndighederne gav var usammenhængende, og at den baskiske terrororganisation ETA var involveret i terrorhandlingen. Andre medier, såsom El País, ABC og radiostationen Cadena SER, beskyldte El Mundo m.fl. for at være manipulerende.